# Suriyan Sor Rungvisai
Suriyan Sor Rungvisai, pseudonimo di Suriyan Kaiganha (thailandese: สุริยัน ไขกัญหา; Amphoe Sikhio, 2 marzo 1989), è un pugile thailandese.
Soprannominato "Il bambino scaltro" o "Sun Wukong", è stato detentore del titolo mondiale WBC dei pesi supermosca dal 2011 al 2012.

## Biografia
Nativo del distretto di Sikhio, inizia a praticare la muay thai all'età di sette anni, prima di passare al pugilato su consiglio dei propri parenti.

## Carriera
Compie il suo debutto da professionista il 31 luglio 2006, all'età di 16 anni, sconfiggendo il connazionale Yoddoi Sithsoei per decisione unanime. Agli inizi di carriera combatte per diversi titoli regionali, prevalentemente contro pugili thailandesi e filippini. Tra gli avversari sconfitti durante questo periodo figura il futuro campione WBA dei pesi supermosca Tepparith Singwancha.
Il 18 ottobre 2010 ottiene il suo primo match per un titolo mondiale misurandosi con il campione WBC, The Ring e lineare dei supermosca Pongsaklek Wonjongkam. Rungvisai riesce ad aggiudicarsi le riprese iniziali grazie alla maggiore velocità di mano ma si vedrà dedotto un punto all'ottava tornata per via di uno scontro di teste. La parte finale di gara è invece controllata dal più esperto Wonjongkam, capace di prendere l'iniziativa grazie alla maggiore resistenza alla fatica. Il match, combattuto sino all'ultimo, decreta il campione vincitore per decisione unanime dei giudici, coi punteggi di 115-114, 115-112, 114-113; si rivela fondamentale il punto dedotto a Rungvisai nel corso dell'ottavo round, che avrebbe portato a un eventuale pareggio.
Riconquistatosi lo status di sfidante grazie ad alcune vittorie in successione, il 19 agosto 2011 detronizza il messicano Tomás Rojas con una vittoria ai punti che gli permette di fregiarsi della corona WBC di categoria. Come nella sfida con Wonjongkam, Rungvisai avrà la meglio nei round iniziali utilizzando la propria velocità per poi patire la maggiore aggressività del campione durante la parte finale di gara. Alla fine è il thailandese a prevalere, con i cartellini di 115-114, 116-112 e 117-111. Ciò lo rende il 43º thailandese a conquistare un titolo mondiale di pugilato.
Compie la prima difesa della cintura con una vittoria ai punti sull'ex campione WBA dei supermosca Nobuo Nashiro, prima di perdere il titolo il 27 marzo 2012 a favore del giapponese Yōta Satō a Tokyo.
Passato quindi ai pesi gallo alla ricerca di nuove sfide, il 22 ottobre 2014 viene sconfitto ai punti da Shinsuke Yamanaka per la corona WBC di categoria, con i punteggi di 114-110, 116-108 e 115-109. Dopo aver racimolato una serie di vittorie contro avversari poco quotati, subisce un altro stop il 30 aprile 2016 quando è battuto ai punti dal panamense Anselmo Moreno, capace di sfruttare a proprio favore l'altezza e il maggiore allungo.